# Ernest Lough

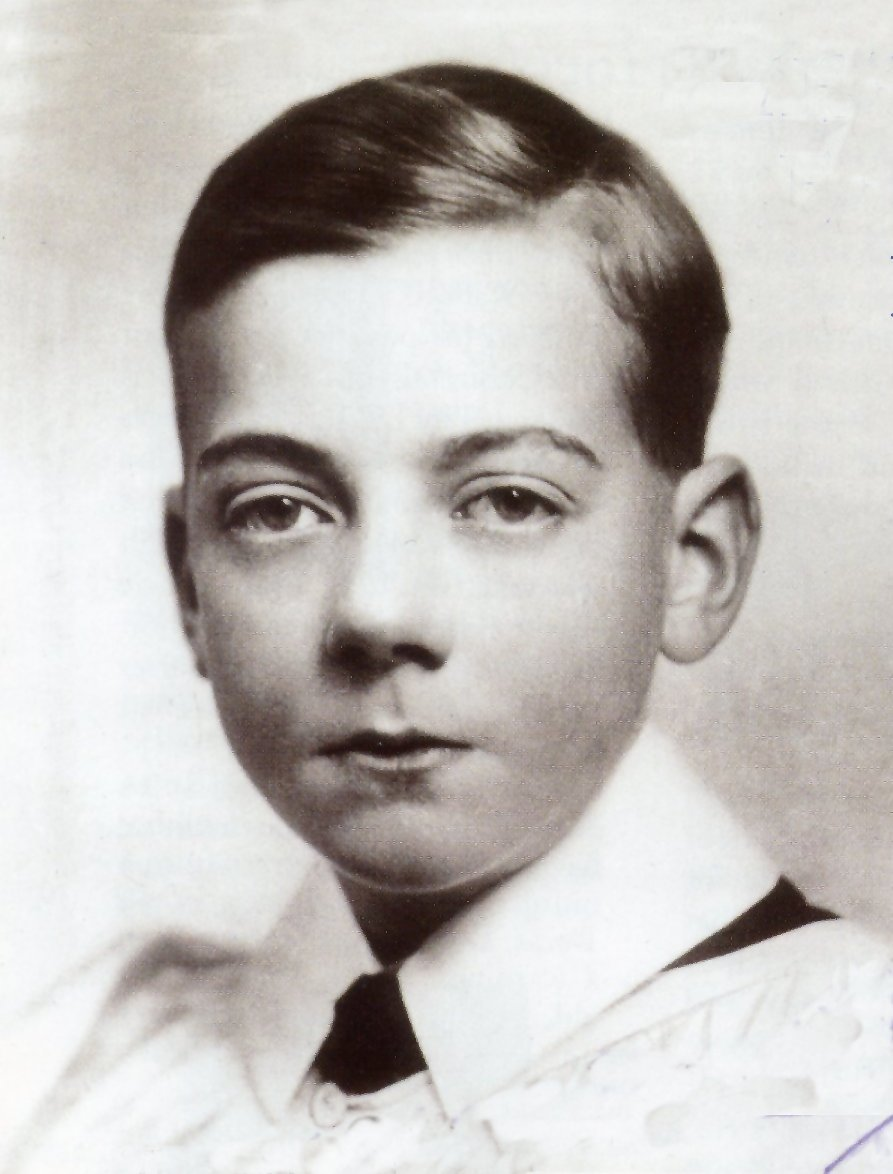
Ernest Lough

Ernest Arthur Lough (Forest Gate, 17 novembre 1911 – Watford, 22 febbraio 2000) è stato un cantante britannico, prima voce bianca solista ad acquisire fama internazionale grazie alla registrazione su disco nel 1927 dell'inno Hear My Prayer di Felix Mendelssohn.

## Biografia
Ernest Arthur Lough è nato a Forest Gate, Essex, in Inghilterra. Suo padre lavorava per una compagnia di assicurazioni. Cominciò a cantare nel coro di voci bianche della locale chiesa locale di St. Peter. Dopo una prima audizione alla Cattedrale di Southwark, nel 1924 fu accettato nel coro della Chiesa del Tempio di Londra, che era allora sotto la direzione dell'organista e maestro di cappella George Thalben-Ball, appena succeduto a Sir Walford Davies. Come corista della Chiesa del Tempio, Lough ricevette una borsa di studio per la vicina City of London School.
Nel 1927 Lord Justice Eldon Bankes suggerì che il coro della Chiesa del Tempio facesse delle registrazioni. La voce di Ernest Lough può essere già udita in alcune registrazioni compiute agli inizi del 1927. Il 15 marzo 1927, la Gramophone Company portò la sua nuova unità di registrazione mobile alla Chiesa del Tempio dove il coro registrò "Hear My Prayer" di Felix Mendelssohn. Lough, all'età di 15 anni, cantò il famoso a solo "O for the Wings of a Dove". Piccolo di statura, dovette cantare in piedi su due grandi libri per essere abbastanza vicino al microfono. 
His Master's Voice (HMV) pubblicò il disco (C1329) nel giugno del 1927. Fu un successo immediato e divenne il più grande bestseller di HMV per il 1927. Rese famoso il pezzo, il coro e il solista. Attirò l'attenzione delle case discografiche ed aprì la strada al successo di una intera generazioni di voci bianche soliste, da Frederick Firth a Denis Barthel. Il canto di Lough fu considerato così bello che si diffuse la leggenda che il ragazzo fosse spirato dopo averne cantato l'ultima nota. La registrazione originale si esaurì per il troppo consumo nel copiarla e fu necessario registrarne una seconda versione per sostituirla nel 1928. La voce di Lough si era nel frattempo modificata ma non ancora in modo così drammatico da alterare l'effetto e la qualità complessiva dell'esecuzione.
Il disco ha continuato a vendere per tutto il ventesimo secolo. Già nel 1951 The Record Guide (1951) lo descrive come "uno dei più venduti nella storia del grammofono", avendo certamente all'epoca superato il milione di copie, anche se non se ne conosce esattamente il numero. Nel gennaio del 1963, Lough ricevette il disco d'oro in occasione delle celebrazioni per il 35º anniversario della registrazione e dei 35 anni di cooperazione tra la Chiesa del Tempio e HMV. Nel 1964 il pezzo fu usato nella colonna sonora del film Ventimila sterline per Amanda (Séance on a Wet Afternoon), diretto da Bryan Forbes. È ancora disponibile su CD e si calcola che abbia venduto un totale di oltre sei milioni di copie.
Mai prima di allora la fama di una voce bianca solista aveva varcato l'ambito locale per affermarsi a livello internazionale grazie alla diffusione di una registrazione su disco. Folle entusiaste di appassionati si accalcarono alla Chiesa del Tempio per ascoltare Lough cantare durante le funzioni domenicali. Se Lough divenne celeberrimo come solista, ricavò tuttavia scarsi proventi dalla registrazione. Una percentuale del 5% fu corrisposta alla Chiesa del Tempio, di cui la metà fu divisa tra il direttore George Thalben-Ball e i 24 membri del coro.
La voce di Ernest Lough si spezzò nel 1929, dopo aver fatto sette altre popolari registrazioni per HMV, sebbene nessuna di esse raggiunse lo status iconico di "O per le ali di una colomba". 
Completate le scuole, Lough trovò impiego nel dipartimento pubblicitario della HMV, dove ha incontrato Ethel Winnifred Charlton. Si sposarono nel giugno del 1938 e ebbero tre figli. Due di essi diventarono coristi nella Temple Church e uno nella cappella reale.
Lough prestò servizio nei vigili del fuoco durante la seconda guerra mondiale, e fu presente quando la Chiesa del Tempio fu semidistrutta da un incendio in un bombardamento del 1942. Apparve come operatore antincendio in un film di propaganda in tempo di guerra sui vigili del fuoco a Londra, intitolato Fires Were Started, girato usando reali vigili del fuoco piuttosto che attori professionisti.
Dopo la guerra, ha lavorato presso l'agenzia pubblicitaria Mather e Crowther (in seguito Ogilvy e Mather).
Lough continuò a cantare nel tempo libero come baritono e uno dei membri adulti del coro della Chiesa del Tempio. Nel 1953 cantò come corista assieme al figlio Peter in occasione della cerimonia di incoronazione della regina Elisabetta II d'Inghilterra. È stato quindi membro per molti anni del Bach Choir di Londra, cantando come 1° basso, insieme al figlio Graham.
Nel 1993 gli fu dedicato un documentario televisivo, Ernest Lough, The Boy who sang O for wings of a Dove, trasmesso nel Regno Unito e Irlanda da Channel 4. 
Lough morì al General Hospital di Warford, Hertfordshire, in Inghilterra, all'età di 88 anni, sopravvissuto dalla moglie e dai tre figli. Il suo necrologio apparve su The Guardian (23 febbraio 2000) e The New York Times (6 marzo 2000), ed una targa commemorativa fu apposta in suo onore alla Chiesa del Tempio.

## Filmografia
- Fires Were Started, documentario, regia di Humphrey Jennings (1943)
- Ernest Lough, The Boy who sang O for wings of a Dove, documentario televisivo (1993)